# Imambara Bara
La imambara Bara (en urdu: بڑا امامباڑا‎, en hindi: बड़ा इमामबाड़ा) es una imambara localizada en la ciudad de Lucknow, actual capital del estado de Uttar Pradesh, en India, construida por Asaf-ud-Daulah, nawab (virrey) de Lucknow en 1784. También se le llama la imambara Asafi y es uno de los edificios más grandes de Lucknow.
El complejo también incluye la gran mezquita Asfi, el bhulbhulayah (laberinto) y el bowli, un paseo por el que discurre el agua. Dos imponentes puertas permiten el acceso a la edificación principal.
Bara significa «grande», y una imambara es una sala ceremonial construida por los musulmanes chiitas usada durante el Muharram.
La imambara Bara fue construida en 1783, un año de una devastadora hambruna, y uno de los  objetivos que tuvo Asaf-ud-Daula al embarcarse en este grandioso proyecto fue emplear a sus súbditos. Según los informes, la hambruna se prolongó durante más de una década y la construcción del edificio también continuó durante todo ese tiempo. Se dice que la gente común solía trabajar por el día levantando el edificio, mientras otros grupos eran llamados por la noche para destruir toda la edificación erigida —los nobles y otros personajes de la élite ya que eran incapaces de hacer otra cosa, de acuerdo a una crónica de la época. Estos esfuerzos contrapuestos continuaron hasta que terminó la hambruna. Fue un proyecto que precedió al keynesianismo como forma de intervención pública para la creación de empleo.

## Arquitectura

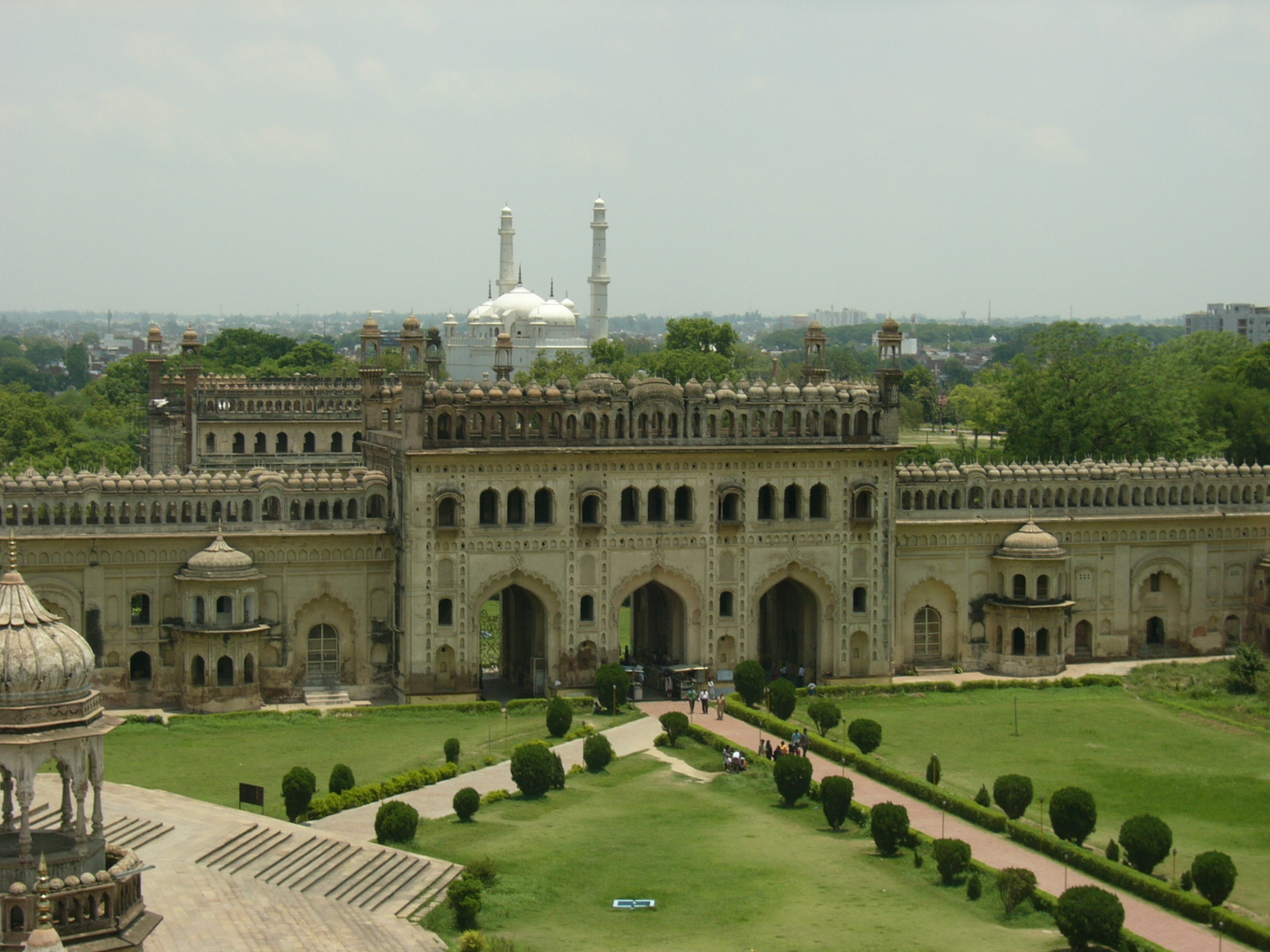
Vista de la primera puerta

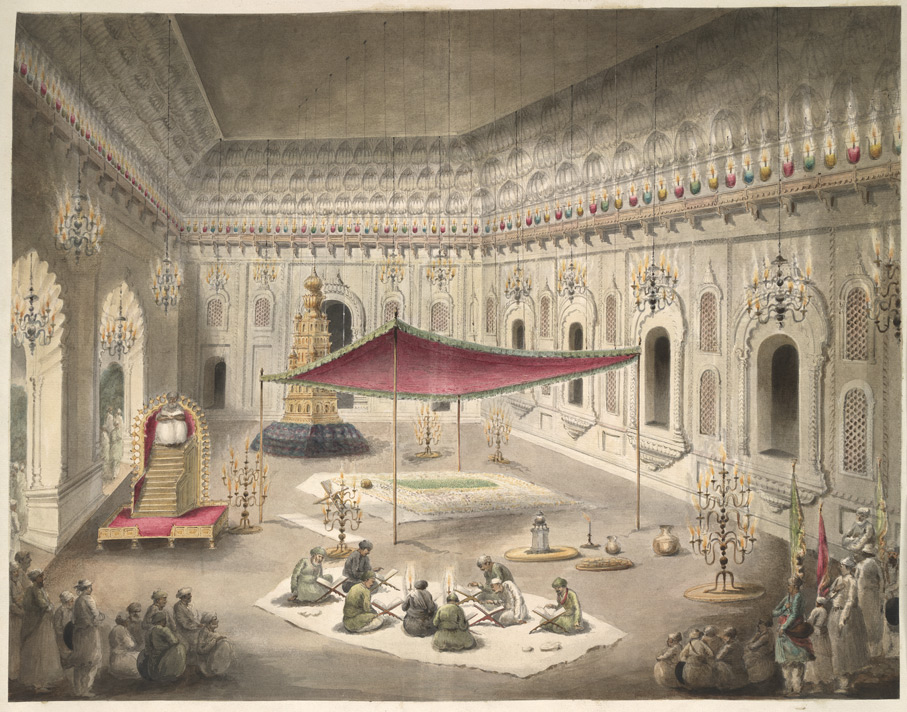
La tumba simple de Asaf ud-Daula, debajo de un pabellón dentro de la imambara Bara (acuarela de Seeta Ram, c.1814-15).

La arquitectura del complejo refleja la madurez de la ornamentación de la arquitectura mogol, principalmente en la mezquita Badshahi, y es uno de los últimos grandes proyectos que no incorporaron ningún elemento europeo el uso del hierro. El edificio principal de la imambara consiste en una gran cámara central abovedada que aloja la tumba de Asaf-ud-Daula. De 50 por 16 metros y más de 15 m de altura, no tiene vigas que sostengan el techo, siendo una de las mayores construcciones con arcos en ese momento en el mundo. Hay ocho cámaras, de diferentes altura, rodeándola, lo que permite que el espacio sobre ellas sea reconstruido como un laberinto tridimensional, con pasajes interconectados entre sí mediante 489 puertas idénticas. Esta parte del edificio, una conocida atracción popular, y a menudo todo el complejo, puede ser denominada como el bhulbhulayah (laberinto). Es posiblemente el único laberinto actual existente en la India y se produjo inintencionadamente para soportar el peso del edificio, construido sobre tierras pantanosas. Asaf-ud-Daula también erigió el Rumi Darwaza, de 18 metros de altura, en las afueras. Este portal, embellecido con lujosas decoraciones, fue la entrada oeste del imambara.
El diseño de la imambara se obtuvo a través de un concurso. El ganador fue Kifayatullah, un arquitecto que también está enterrado en la sala principal de la imambara. Es otro aspecto único del edificio donde se encuentran enterrados el promotor y el arquitecto, uno al lado de otro.

## Leyenda
También hay un pasadizo bloqueado (túnel) que, según la leyenda, llevaba a través de un largo pasaje subterráneo de varios kilómetros a un lugar cercano al río Gomti. Se rumoreaba que otros pasajes llevarían a Faizabad (la antigua sede del poder de los nawabs), Prayagraj e incluso hasta Delhi. Algunos existen, pero se han cerrado después de un largo periodo en desuso, por el temor a la desaparición de personas, ya que supuestamente algunos habrían desaparecido mientras los exploraban.

## Galleria de imágenes

Mezquita Asfi
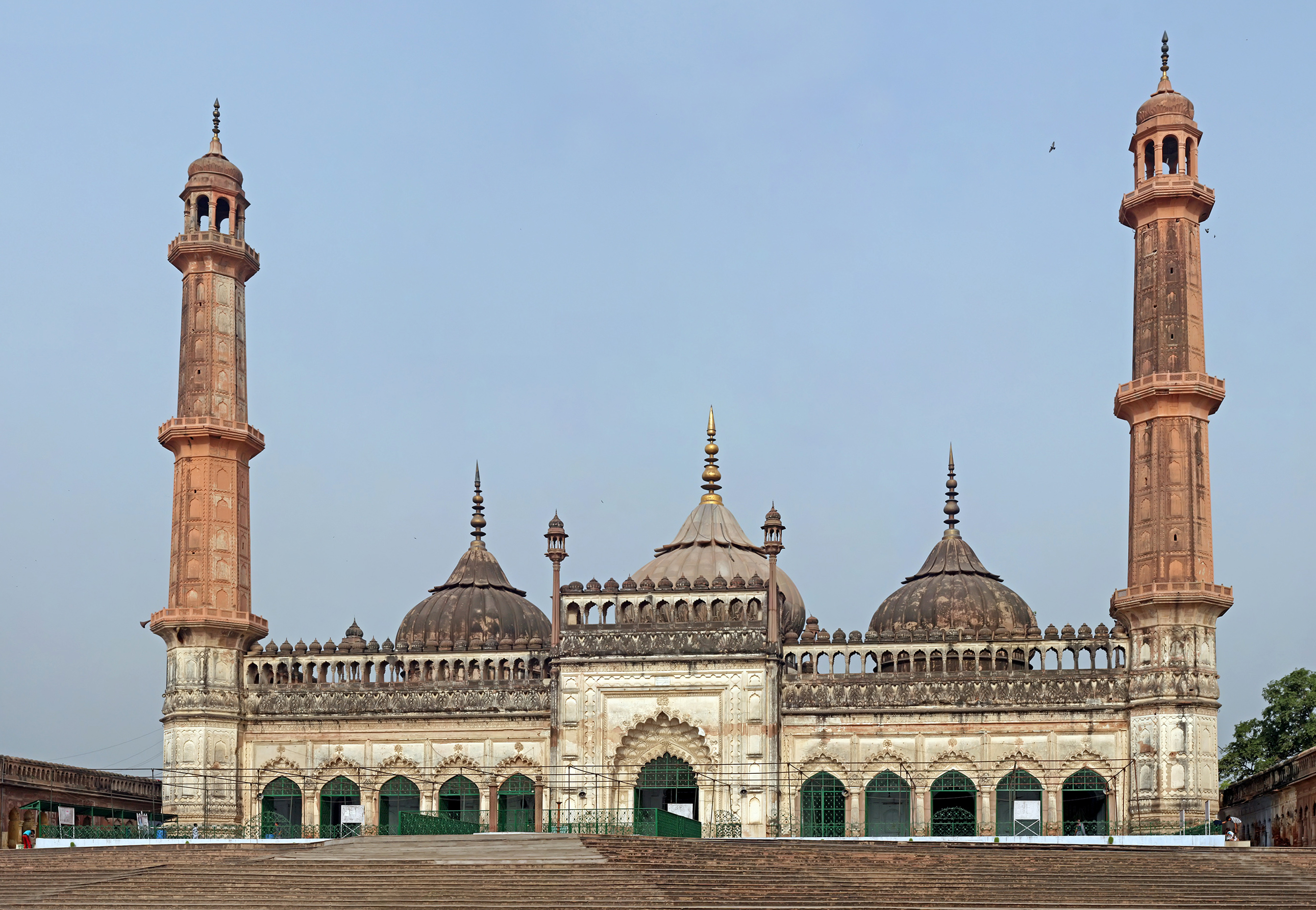
Mezquita Asfi
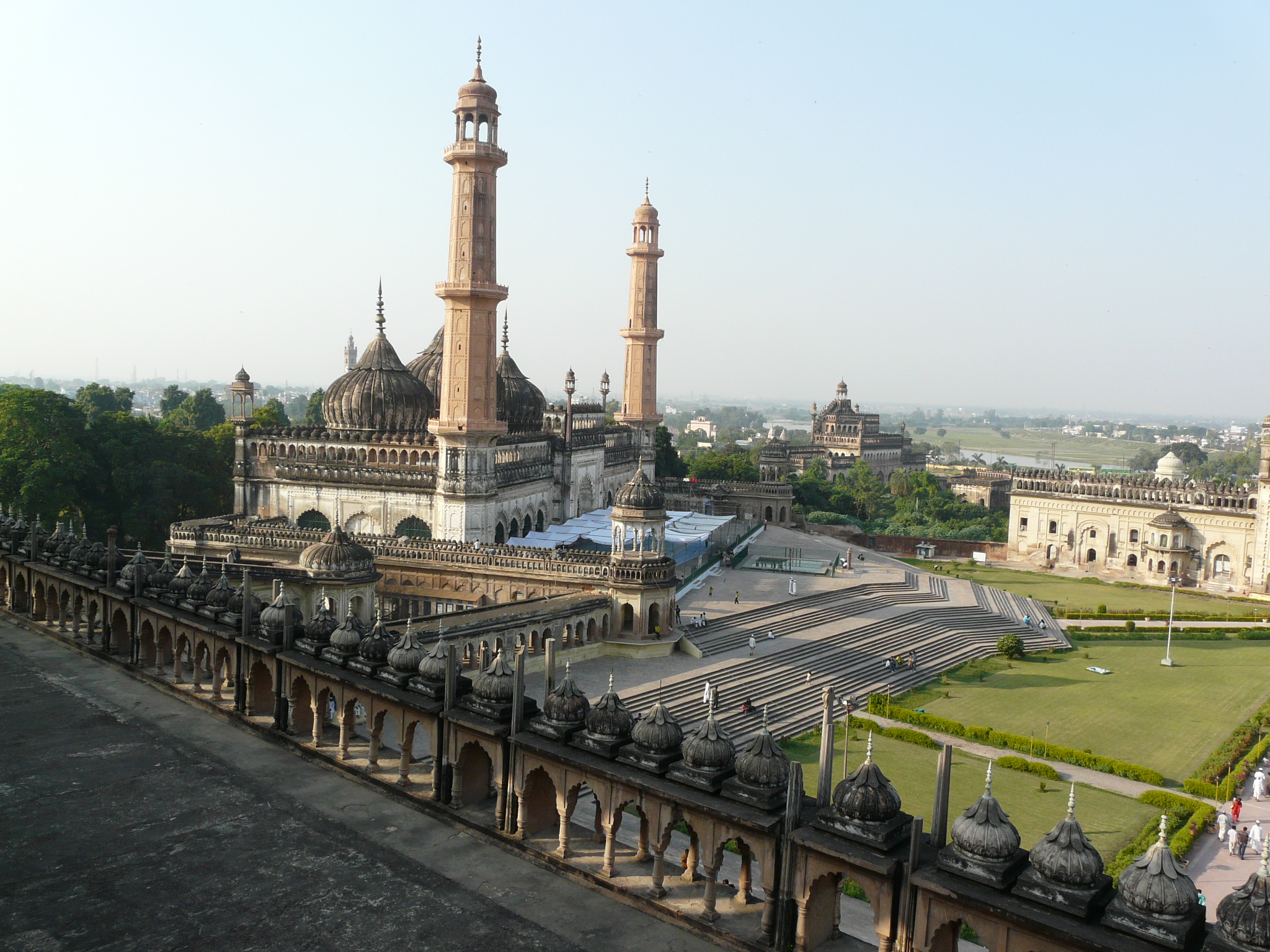
Vista en escorzo de la mezquita
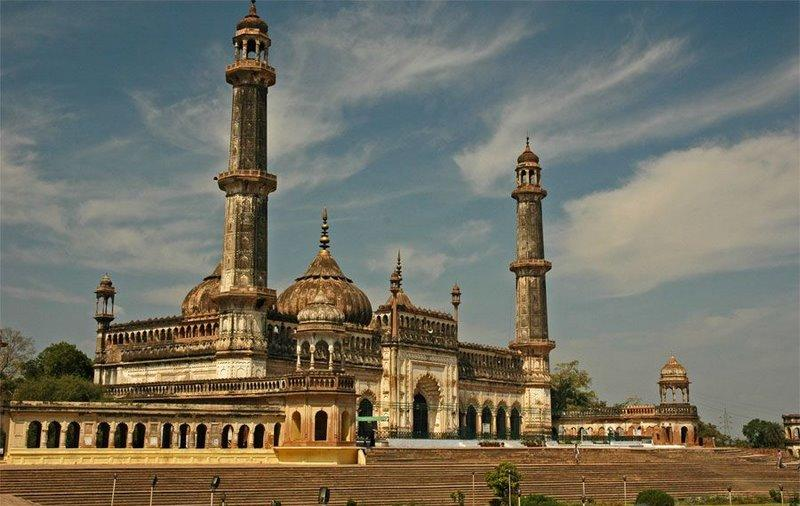
Mezquita Asfi

Puertas
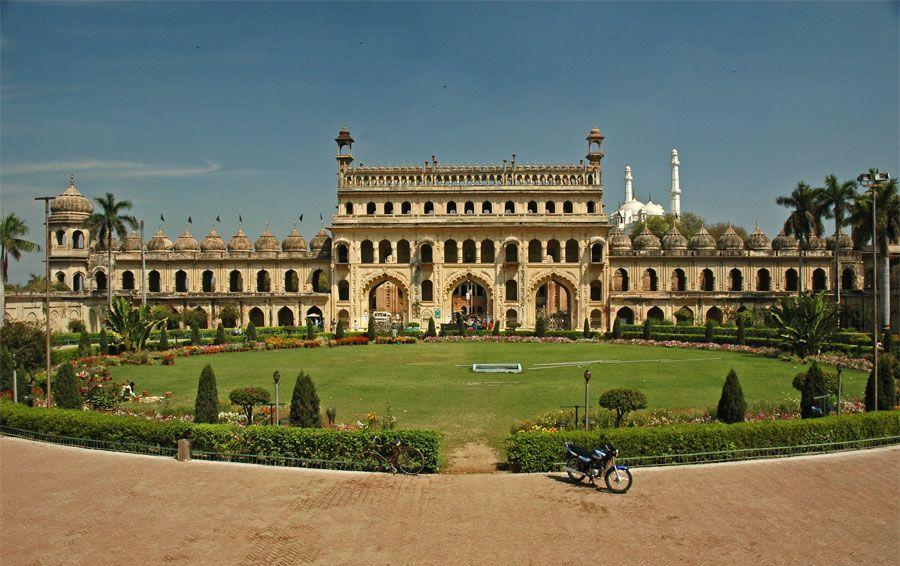
Primera puerta
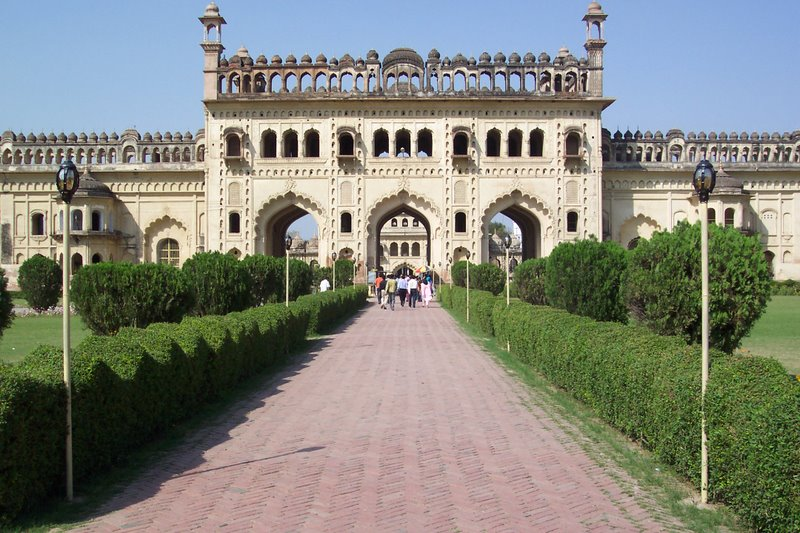
Segunda puerta
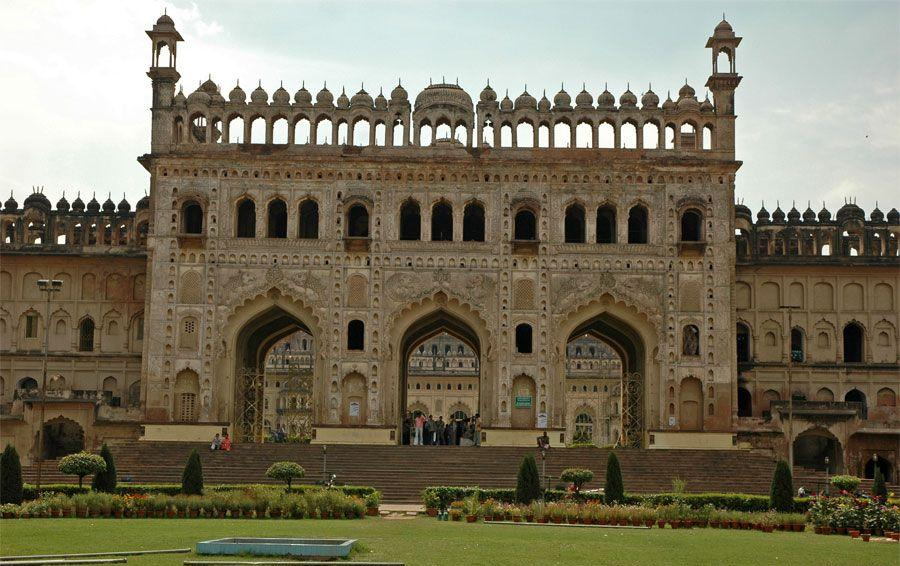
Segunda puerta

Salas abovedadas
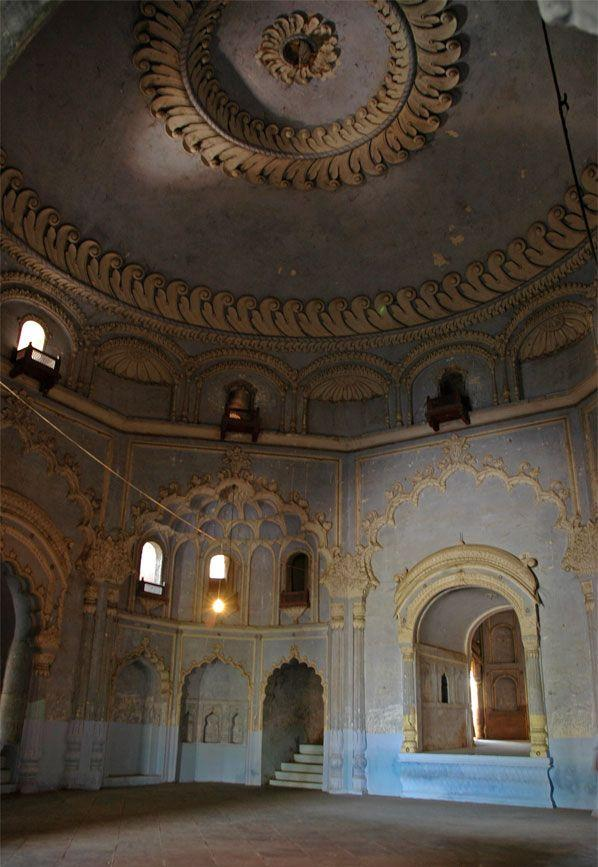
Sala abovedada
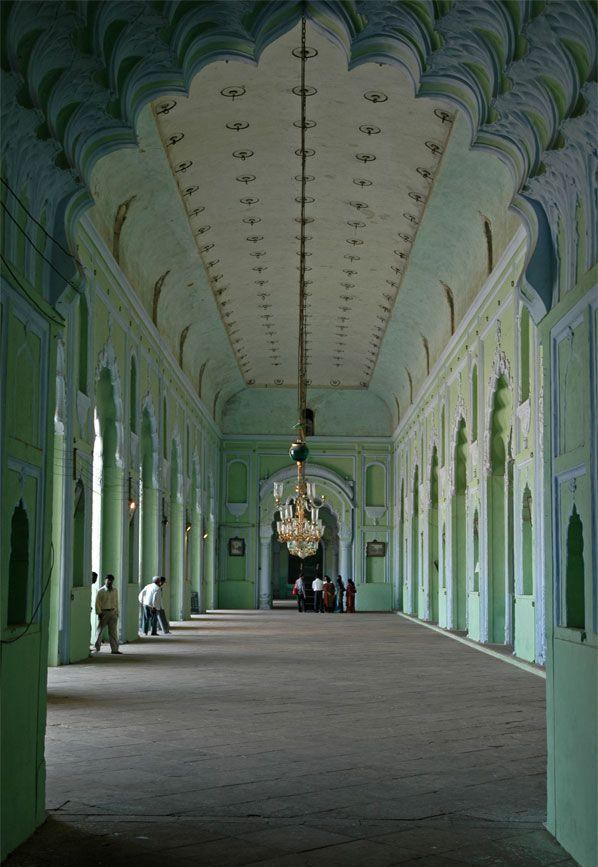
Sala abovedada
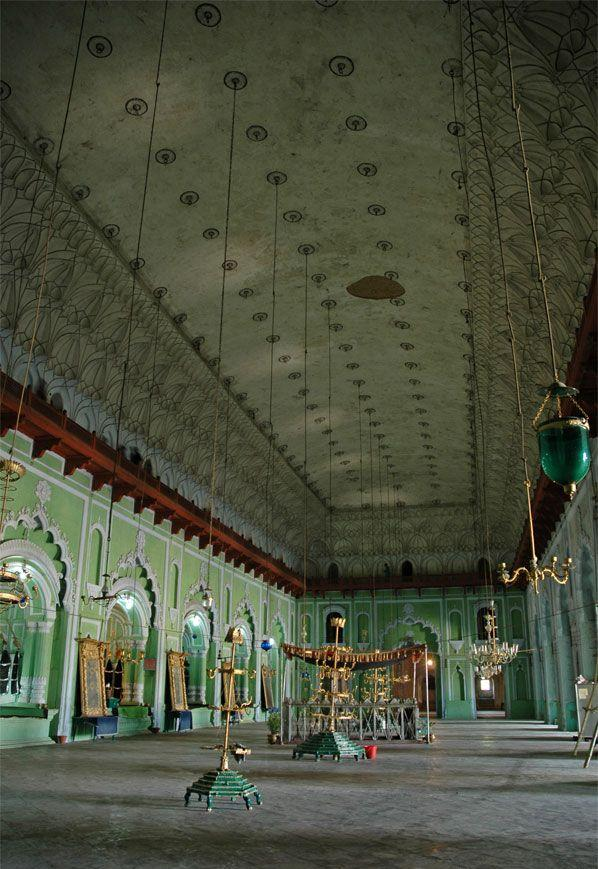
Sala abovedada
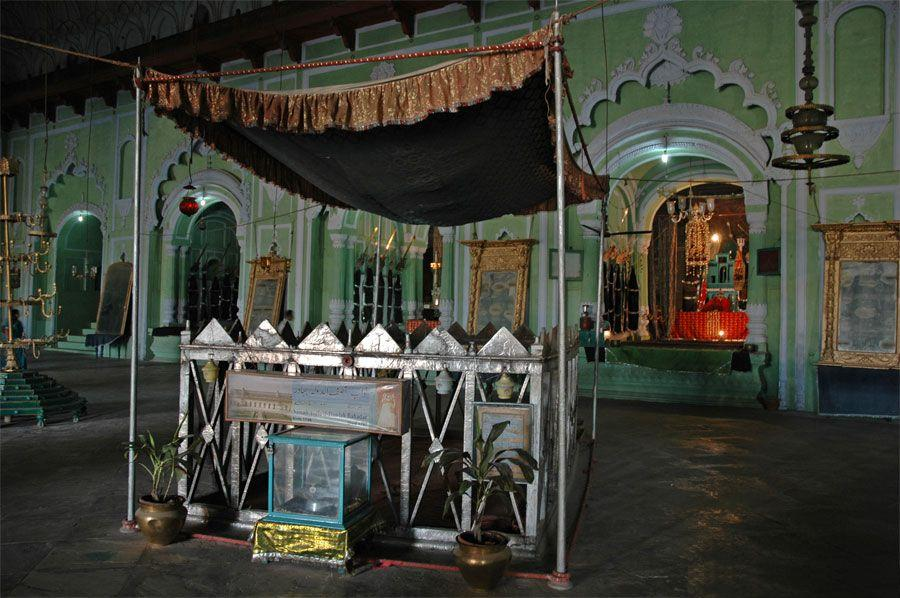
Sala abovedada
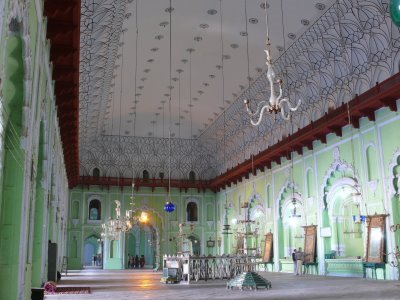
Sala abovedada

Corredores
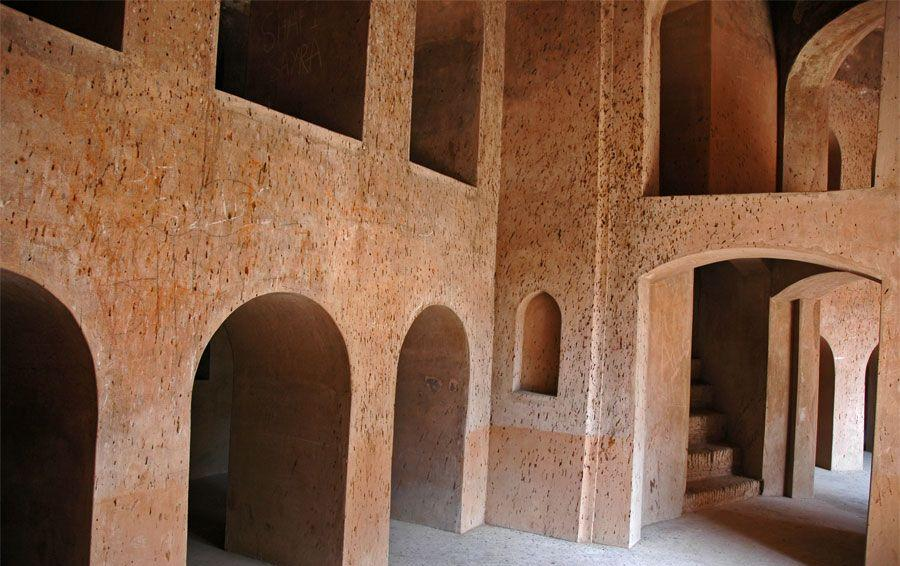
Corredor
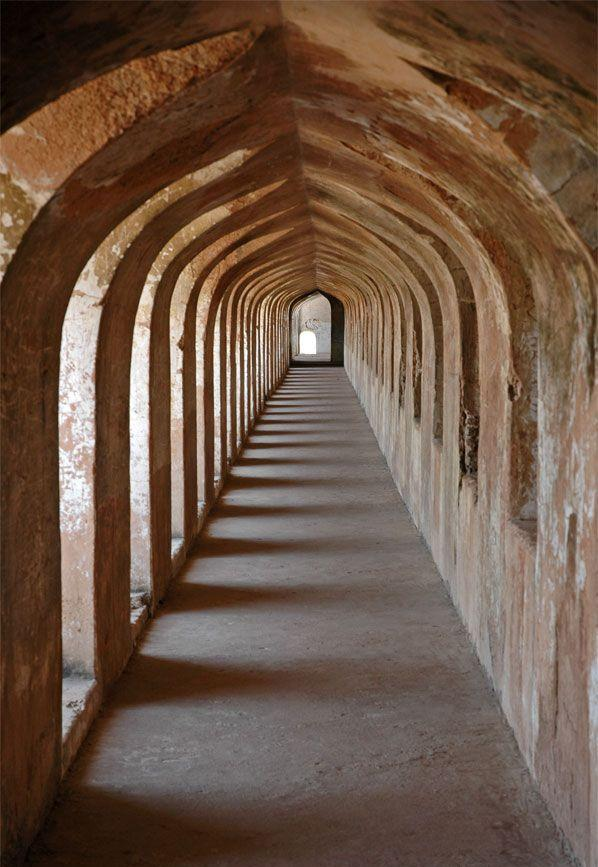
Corredor
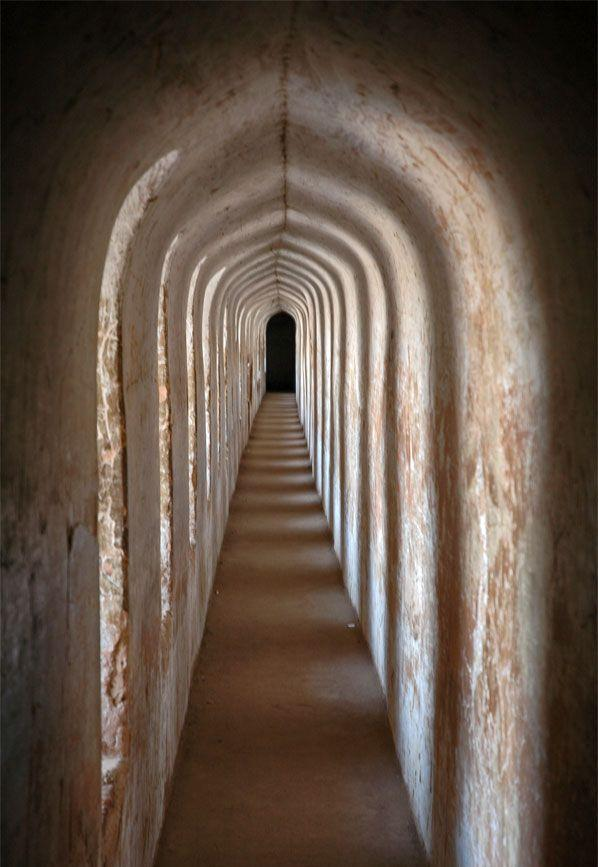
Corredor
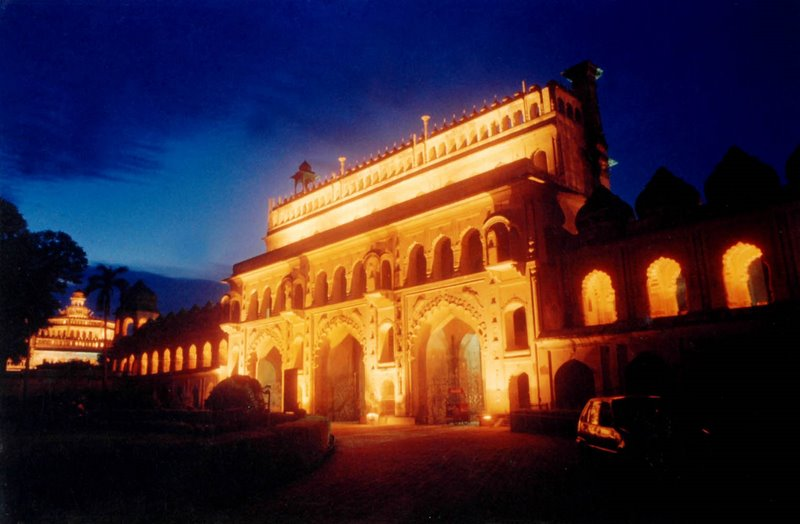
Vista nocturna
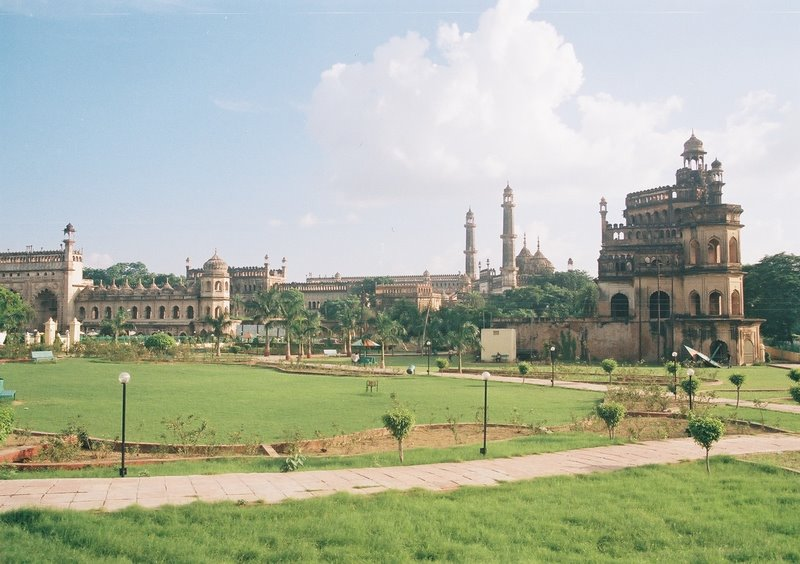
Jardín posterior

Detalles
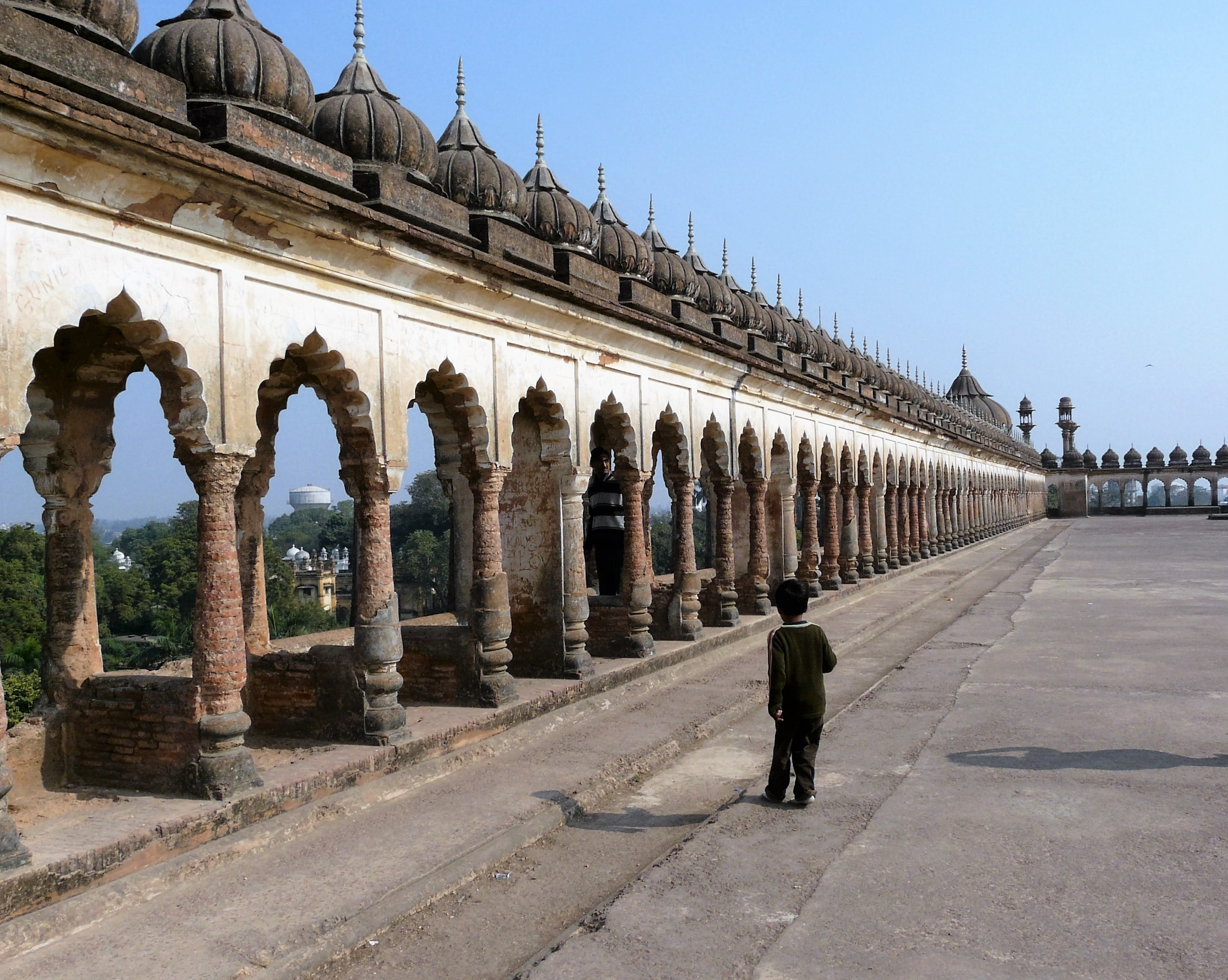
Cupulillas en la terraza del edificio
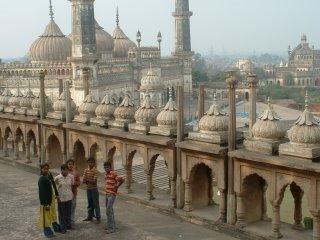
Vista de las cúpulas
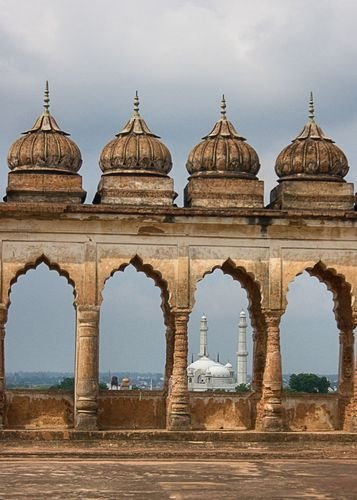
Vista de las cubiertas
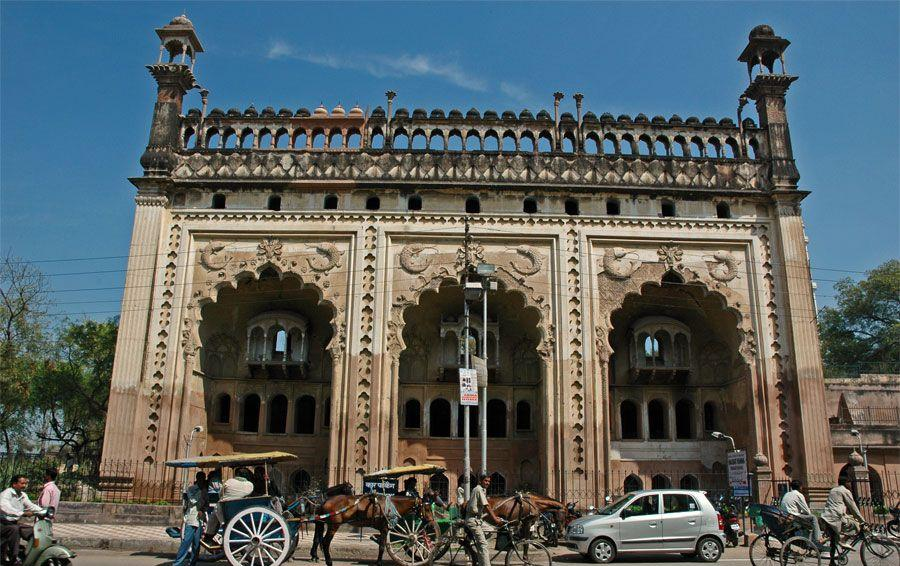
Naubat Khana (sala de músicos)